# NHL (1959/1960)
Sezon NHL 1959-1960 był 43. sezonem ligi NHL. Sześć zespołów rozegrało po 70 meczów w sezonie zasadniczym. Puchar Stanleya zdobyła drużyna Montreal Canadiens.

## Sezon zasadniczy
M = Mecze, W = Wygrane, P = Przegrane, R = Remisy, PKT = Punkty, GZ = Gole Zdobyte, GS = Gole Stracone, KwM = Kary w minutach
| Drużyna             | M  | W  | P  | R  | PKT | GZ  | GS  | KwM |
| ------------------- | -- | -- | -- | -- | --- | --- | --- | --- |
| Montreal Canadiens  | 70 | 40 | 18 | 12 | 92  | 255 | 178 | 756 |
| Toronto Maple Leafs | 70 | 35 | 26 | 9  | 79  | 199 | 195 | 859 |
| Chicago Black Hawks | 70 | 28 | 29 | 13 | 69  | 191 | 180 | 970 |
| Detroit Red Wings   | 70 | 26 | 29 | 15 | 67  | 186 | 197 | 538 |
| Boston Bruins       | 70 | 28 | 34 | 8  | 64  | 220 | 241 | 932 |
| New York Rangers    | 70 | 17 | 38 | 15 | 49  | 187 | 247 | 850 |

### Najlespi strzelcy
| Zawodnik         | Drużyna             | Mecze | Bramki | Asysty | Punkty |
| ---------------- | ------------------- | ----- | ------ | ------ | ------ |
| Bobby Hull       | Chicago Black Hawks | 70    | 39     | 42     | 81     |
| Bronco Horvath   | Boston Bruins       | 68    | 39     | 41     | 80     |
| Jean Béliveau    | Montreal Canadiens  | 60    | 34     | 40     | 74     |
| Andy Bathgate    | New York Rangers    | 70    | 26     | 48     | 74     |
| Henri Richard    | Montreal Canadiens  | 70    | 30     | 43     | 73     |
| Gordie Howe      | Detroit Red Wings   | 70    | 28     | 45     | 73     |
| Bernie Geoffrion | Montreal Canadiens  | 59    | 30     | 41     | 71     |
| Don McKenney     | Boston Bruins       | 70    | 20     | 49     | 69     |
| Vic Stasiuk      | Boston Bruins       | 69    | 29     | 39     | 68     |
| Dean Prentice    | New York Rangers    | 70    | 32     | 34     | 66     |

## Playoffs

### Półfinały
| Montreal Canadiens – Chicago Blackhawks                    | Montreal Canadiens – Chicago Blackhawks | Montreal Canadiens – Chicago Blackhawks | Montreal Canadiens – Chicago Blackhawks | Montreal Canadiens – Chicago Blackhawks | Montreal Canadiens – Chicago Blackhawks | Montreal Canadiens – Chicago Blackhawks |
| Data                                                       | Wyjazd                                  | Wyjazd                                  | Dom                                     | Dom                                     |                                         |                                         |
| ---------------------------------------------------------- | --------------------------------------- | --------------------------------------- | --------------------------------------- | --------------------------------------- | --------------------------------------- | --------------------------------------- |
| 24 marca                                                   | Chicago                                 | 3                                       | 4                                       | Montreal                                |                                         |                                         |
| 26 marca                                                   | Chicago                                 | 3                                       | 4                                       | Montreal                                | Po dogrywce                             |                                         |
| 28 marca                                                   | Montreal                                | 4                                       | 0                                       | Chicago                                 |                                         |                                         |
| 31 marca                                                   | Montreal                                | 2                                       | 0                                       | Chicago                                 |                                         |                                         |
| Montreal wygrał 4:0 i awansował do finału Pucharu Stanleya |                                         |                                         |                                         |                                         |                                         |                                         |

| Toronto Maple Leafs – Detroit Red Wings                     | Toronto Maple Leafs – Detroit Red Wings | Toronto Maple Leafs – Detroit Red Wings | Toronto Maple Leafs – Detroit Red Wings | Toronto Maple Leafs – Detroit Red Wings | Toronto Maple Leafs – Detroit Red Wings | Toronto Maple Leafs – Detroit Red Wings |
| Data                                                        | Wyjazd                                  | Wyjazd                                  | Dom                                     | Dom                                     |                                         |                                         |
| ----------------------------------------------------------- | --------------------------------------- | --------------------------------------- | --------------------------------------- | --------------------------------------- | --------------------------------------- | --------------------------------------- |
| 23 marca                                                    | Detroit                                 | 2                                       | 1                                       | Toronto                                 |                                         |                                         |
| 26 marca                                                    | Detroit                                 | 2                                       | 4                                       | Toronto                                 |                                         |                                         |
| 27 marca                                                    | Toronto                                 | 5                                       | 4                                       | Detroit                                 | Po dogrywce                             |                                         |
| 29 marca                                                    | Toronto                                 | 1                                       | 2                                       | Detroit                                 | Po dogrywce                             |                                         |
| 2 kwietnia                                                  | Detroit                                 | 4                                       | 5                                       | Toronto                                 |                                         |                                         |
| 3 kwietnia                                                  | Toronto                                 | 4                                       | 2                                       | Detroit                                 |                                         |                                         |
| Toronto wygrało 4:2 i awansowało do finału Pucharu Stanleya |                                         |                                         |                                         |                                         |                                         |                                         |

### Finał Pucharu Stanleya
| Montreal Canadiens – Toronto Maple Leafs     | Montreal Canadiens – Toronto Maple Leafs | Montreal Canadiens – Toronto Maple Leafs | Montreal Canadiens – Toronto Maple Leafs | Montreal Canadiens – Toronto Maple Leafs | Montreal Canadiens – Toronto Maple Leafs |
| Data                                         | Wyjazd                                   | Wyjazd                                   | Dom                                      | Dom                                      |                                          |
| -------------------------------------------- | ---------------------------------------- | ---------------------------------------- | ---------------------------------------- | ---------------------------------------- | ---------------------------------------- |
| 7 kwietnia                                   | Toronto                                  | 2                                        | 4                                        | Montreal                                 |                                          |
| 9 kwietnia                                   | Toronto                                  | 1                                        | 2                                        | Montreal                                 |                                          |
| 12 kwietnia                                  | Montreal                                 | 5                                        | 2                                        | Toronto                                  |                                          |
| 14 kwietnia                                  | Montreal                                 | 4                                        | 0                                        | Toronto                                  |                                          |
| Montreal wygrał 4:0 i zdobył Puchar Stanleya |                                          |                                          |                                          |                                          |                                          |

## Nagrody
| Art Ross Trophy:              | Bobby Hull, Chicago Blackhawks     |
| Calder Memorial Trophy:       | Bill Hay, Chicago Blackhawks       |
| Hart Memorial Trophy:         | Gordie Howe, Detroit Red Wings     |
| Lady Byng Memorial Trophy:    | Don McKenney, Boston Bruins        |
| Vezina Trophy:                | Jacques Plante, Montreal Canadiens |
| James Norris Memorial Trophy: | Doug Harvey, Montreal Canadiens    |